# Орден Свободи (Югославія)
Орден Свободи (серб. Орден слободі) — вищий військовий орден Соціалістичної Федеративної Республіки Югославія, Союзної Республіки Югославії та Державного Союзу Сербії і Чорногорії.

## Опис
Має одну ступінь.
Вручався командувачам найбільших військових об'єднань і з'єднань за вміле керівництво військами і видатну мужність.
Матеріал: золото, 45 рубінів, емаль, 61 діамант - найбільший розміром 6 мм, решта - 3 мм. Стрічка: червона з 2 мм золотими смужками по краях з мініатюрним знаком ордена (10 мм діаметром) в центрі.

## Нагороджені
До 1991 року нагороджень було 6: 
- Йосип Броз Тіто
- Іван Гошняк
- Коча Попович
- Георгій Жуков
- Коста Надь
- Леонід Брежнєв

У 1999 році були нагороджені:
- Драголюб Ойданіч
- Небойша Павкович